# Мірошников Григорій Акиндинович
Мірошников Григорій Акиндинович (відомий також як юродивий Гриць Золотюсенький, Гриць Золотий та Григорій Седневський; 30 вересня 1821, Кучинівка Городнянського повіту Чернігівської губернії — 22 лютого 1855, Седнів Городнянського повіту Чернігівської губернії) — юродивий православної церкви. Активно шанується православною громадою Седнева та околиць як неканонізований святий. Визнається Чернігівською єпархією УПЦ як блаженний.

## Біографія
Народився у багатодітній родині в селі Кучинівка Городнянського повіту 1821 року. У віці шести років втратив батька. у десять — матір. З 1834 року перебрався до Седнева, де й провів решту свого життя. Першу зиму провів у дзвіниці Покровського храму, зігріваючись в люті морози завдяки собакам, яких підгодовував. Згодом оселився на горищі старої овдовілої козачки Анастасії Шудрихи.
Відзначався поведінкою юродивого одразу після оселення в Седневі. Його мова була загадковою, іноді зовсім незв'язною, але усі зверталися до нього. Ніякої освіти не мав, але з часом у нього з'явився хист до малювання, він знав цифри і навіть навчився писати. Нерідко у листах та малюнках, що надсилав знайомим людям, Гриць пророкував їхню долю. Бажаючи усім добра, юродивий іноді вказував на їх гріхи заради виправлення.
Добре знаний за життя не тільки у Седневі, але й у Чернігові, Києві та Москві. Близько приятелював з седнівським поміщиком Іллею Лизогубом та графом Григорієм Милорадовичем. Листувався з митрополитом Київським Філаретом, ігуменіями Домницького та Кам'янського монастирів.
Своє прізвисько «Золотюсенький» Григорій Акиндинович Мірошников отримав через те, що відвідуючи Києво-Печерську лавру сідав перед одним з входів, прохаючи у вірян милостиню «на золото». На отримані кошти він купував багато свічок, яких і вважав «золотом».
Помер Гриць Золотюсенький у Седневі 22 лютого 1855 року.
З червня 1893 року за розпорядженням чернігівського єпископа Сергія щосуботи та щонеділі після обіднього богослужіння, на могилі Гриця проводилася панахида, на яку збиралась велика кількість парафіян.